# Конти (Кутновський повіт)
Конти (пол. Kąty) — село в Польщі, у гміні Ланента Кутновського повіту Лодзинського воєводства.
Населення — 99 осіб (2011).
У 1975—1998 роках село належало до Плоцького воєводства.

## Демографія
Демографічна структура станом на 31 березня 2011 року:
|          | Загалом | Допрацездатний вік | Працездатний вік | Постпрацездатний вік |
| -------- | ------- | ------------------ | ---------------- | -------------------- |
| Чоловіки | 49      | 5                  | 35               | 9                    |
| Жінки    | 50      | 10                 | 25               | 15                   |
| Разом    | 99      | 15                 | 60               | 24                   |